# 许从赟墓
许从赟墓，位于山西省大同市平城区城西南7公里新添堡村，是中华人民共和国山西省文物保护单位之一。
1996年1月12日，授予山西省文物保护单位，是一座古墓葬，墓穴之主为辽代官员许从赟夫妇。